# تیراندازی (حاجی‌آباد)
تیراندازی یک روستا در ایران است که در شهرستان حاجی‌آباد استان هرمزگان واقع شده‌است. تیراندازی ۱۰۴ نفر جمعیت دارد.

## جمعیت
این روستا در دهستان درآگاه قرار دارد و براساس سرشماری مرکز آمار ایران در سال ۱۳۸۵، جمعیت آن ۱۰۴ نفر (۲۶ خانوار) بوده‌است.